# Estela Metternich

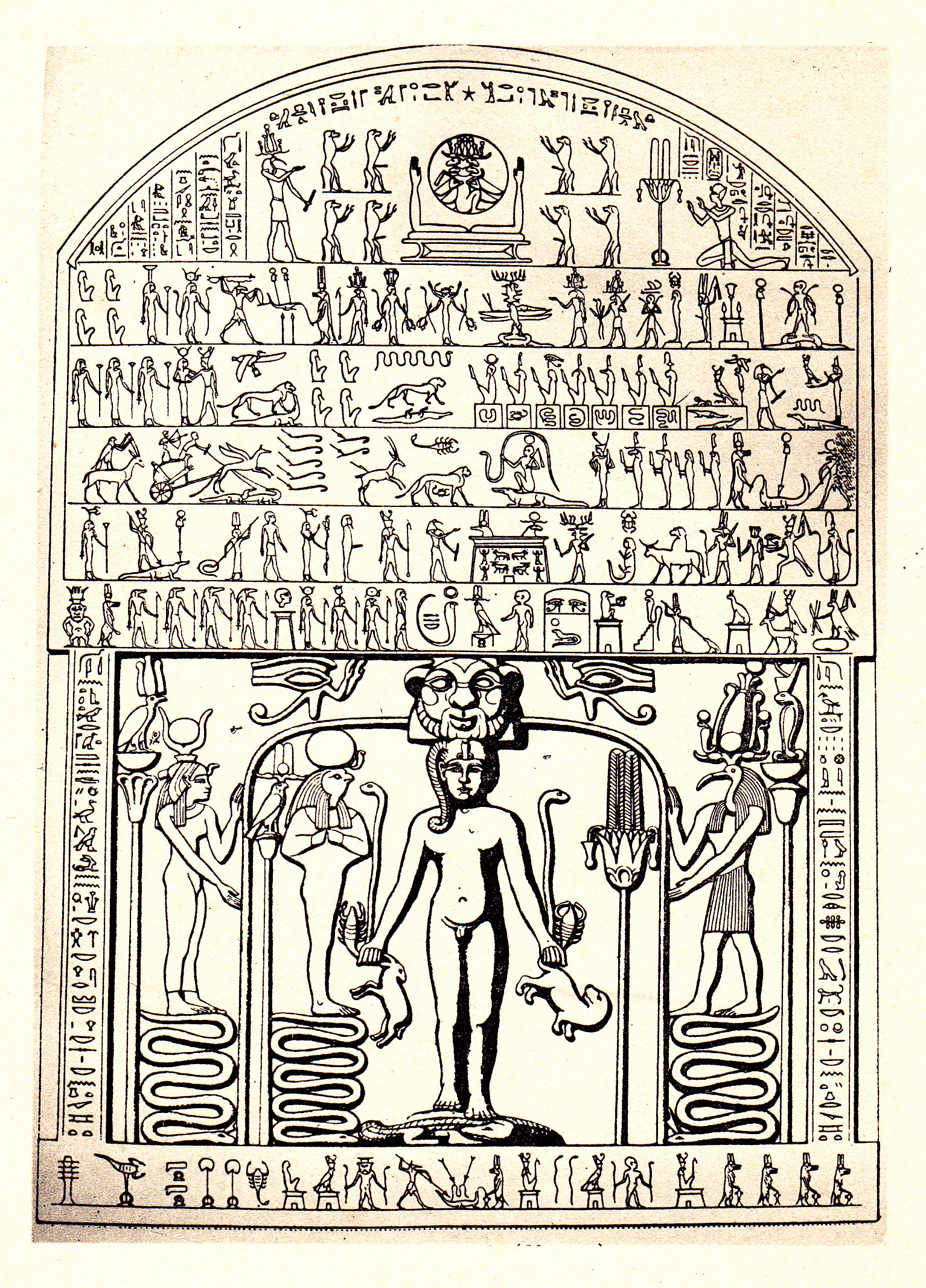
Detall de la part superior de l'estela Metternich

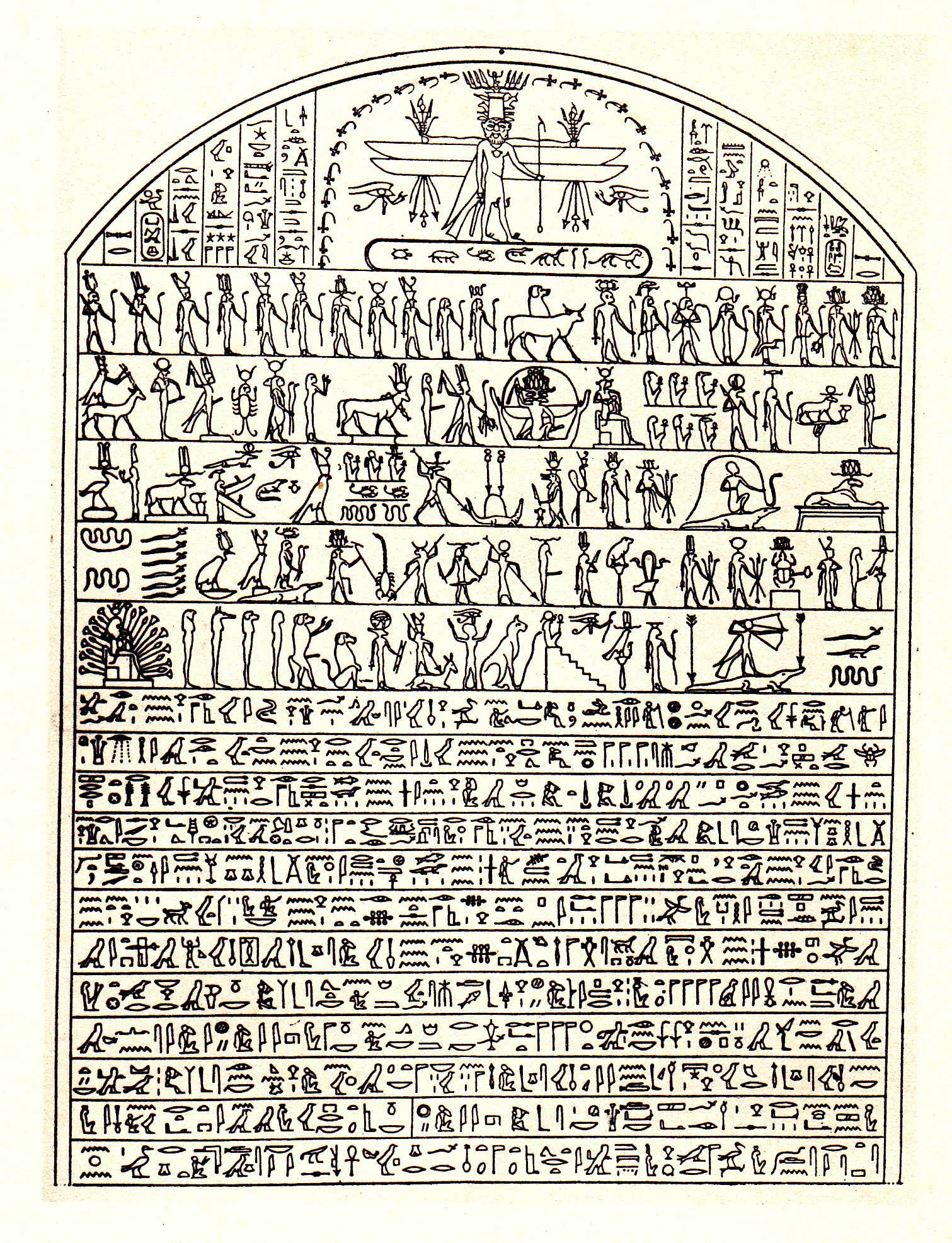
Detall del revers de la part superior de l'estela Metternich

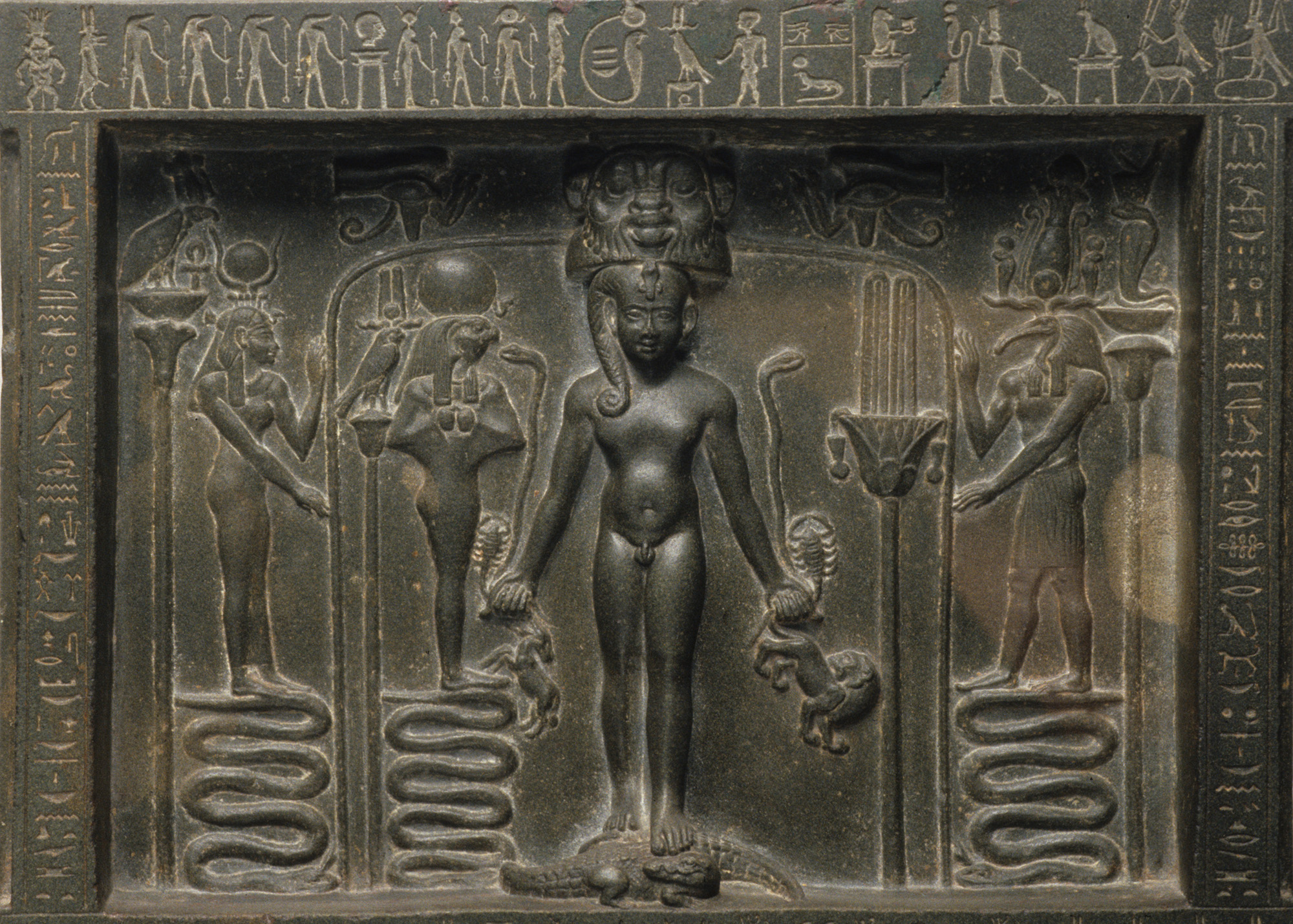
Detall de la part central amb Horus xiquet sobre cocodrils com a protagonista

L'estela Metternich és un estela màgicosanadora que forma part de la Col·lecció Egípcia del Museu Metropolità d'Art de Nova York. Data de la dinastia XXX d'Egipte, al voltant del 360-343 ae, del regnat de Nectabeu II. No se sap d'on procedeix.

## Història
Pertany a un grup conegut com a «esteles d'Horus sobre cocodrils». Aquest tipus d'esteles s'usaven per a protegir l'antic poble egipci d'animals perillosos com cocodrils i serps. L'estela màgica protectora de Metternich és una de les més grosses i completes d'aquest tipus.
Es diu que, en el regnat de Nectabeu II, un sacerdot anomenat Esatum viatjà al lloc d'enterrament dels toros de Mnevis a Heliòpolis. Hi descobrí unes inscripcions que li semblaren interessants i les ordenà copiar en un gran bloc de pedra. Allí es feu l'estela i s'hi va mantenir durant molts anys fins que Alexandre el Gran derrotà els perses a Egipte i llavors fou portada a Alexandria.
Durant més de dos mil anys, l'estela desaparegué fins que fou descoberta en una paret excavada en un monestir franciscà. La portà al príncep austríac Metternich el 1828 Muhàmmad Alí Paixà, governant d'Egipte. Metternich la dugué al seu castell Kynzvart (Bohèmia), on restà fins al 1950, quan la comprà el Museu Metropolità d'Art.

## Característiques
L'estela és un bloc gran horitzontal, com un pedestal o base que està connectat a un bloc vertical més prim amb una part superior corba. Les dimensions en són: alçada de 83,5 cm i ample de 33,5 cm. La peça estava feta d'un enorme bloc de pedra de gra fi, dur, gris-verdós, de grauvaca. Està ben conservada, amb només algunes petites esquerdes visibles.
La part superior de l'estela representa un disc solar que identifica a Ra, el déu del sol de la religió de l'antic Egipte. A cada costat de Ra hi ha quatre papions. A l'extrem esquerre dels papions hi ha el déu missatger Tot. A l'extrem dret és el faraó regnant Nectabeu II, inclinant-se davant Ra.
La part principal del relleu està separada de la part superior amb cinc línies de jeroglífics. El centre de l'estela representa Horus de xiquet, dempeus, sobre cocodrils. Té damunt del cap el rostre de Bes, que és el guardià del nounat i del part. Horus sosté a cada mà una serp i un escorpí, amb un lleó a la mà esquerra i un òrix a la dreta.
A la part més propera a l'esquerra d'Horus és Ra-Horajti, que és la combinació dels dos déus celestes Horus i Re, dempeus sobre una serp i, envoltant tots dos, dos símbols divins. A l'extrem esquerre del relleu és la seua mare, Isis, dempeus sobre una serp, i a la seua esquerra és l'estendard de la dea voltor del sud. A l'extrem dret hi ha el déu Tot dempeus sobre una serp i, a la seua dreta, l'estendard de la dea serp del nord. Sobre els déus hi ha els ulls d'Horus, el sol i la lluna.
La resta de l'estela és coberta amb jeroglífics de dalt a baix i també en tots dos costats. Aquests jeroglífics documenten les històries dels déus i les seues experiències amb animals verinosos. També hi ha moltes malediccions i fetilleries per a distints tipus de malalties provocades per aquests animals.
A la part superior del revers hi ha un home alat que representa el demoníac déu solar Harmeti. Hi apareix dempeus sobre els seus enemics, que són animals roïns tancats en un rectangle arredonit per evitar que en fugen.

## Mitologia
La funció principal de l'estela Metternich era la curació màgica dels verins, sobretot provocats per animals. Es vessava aigua sobre l'estela i es replegava perquè la beguera la persona enverinada. Aquesta persona s'identificaria amb el xiquet Horus que també havia sofert aquesta tragèdia. Durant el procés, els sacerdots recitaven ritus presents en l'estela.
Els primers encanteris de l'estela estan relacionats amb rèptils i altres criatures nocives. La més prominent era la serp Apofis, enemiga de Ra, l'equivalent del dimoni. L'encanteri obligaria la serp a decapitar-se i cremar-se a trossos. La segona meitat de l'encanteri obligaria la serp a vomitar, i mentre el sacerdot recitava les paraules màgiques, la persona malalta també vomitaria i alliberaria el cos del verí.
El següent encanteri s'adreçava a un gat. El gat, que contenia una mica de déu o de dea, podria destruir qualsevol tipus de verí. L'encanteri demana que Ra ajude al gat quan ho necessite.
La majoria d'esteles d'aquesta mena tenen inscripcions que descriuen històries en relació amb l'enverinament i els encanteris per guarir-se'n. La més famosa n'és la Història d'Isis i els set escorpins. La història ocupa la major part de l'estela i és la més referenciada sobre malalties relacionades amb verins.
Isis era mare d'Horus, i son pare era Osiris, governant del món dels vius; Osiris fou assassinat pel seu germà Seth, que estava gelós del seu poder. Quan Isis i Neftis saberen el desenllaç fatal, retornaren Osiris a la vida amb màgia. Seth s'enfurismà i tornà a matar a Osiris, però aquesta vegada li tallà el cos en moltes parts que escampà per tot Egipte. Osiris, d'aquesta manera, esdevingué el rei dels morts i de l'inframon, mentre que la terra dels vius no estava governada per ningú.
Seth estava content pensant que es convertiria en el rei dels vius, però no sabia que Isis estava embarassada del fill d'Osiris, que esdevindria el rei dels vius pel seu dret de naixement. Després que Isis donara a llum Horus, pensà que arribaria a ser el nou rei dels vius, però quan Set va descobrir que ja no ho seria, es posà molt furiós.
Ací comença l'encanteri a l'estela màgica: Seth fa que el xiquet siga enverinat per un escorpí, que sovint s'associa al dimoni serp, Apofis. Isis, molt apesarada per aquesta atrocitat que provocà la mort del seu fill, cridà a Ra i li'n demana ajut. Ra li envià a Tot, que amb encanteris li retorna la vida al nen. D'aleshores ençà, Ra actuaria com a defensor d'Horus, com ho hauria fet son pare Osiris si haguera estat viu.
Horus pogué reviscolar, però més tard en la seua lluita contra Seth per veure qui es convertiria en el rei dels vius, Seth li arrencà un ull a Horus i guanyà la batalla. D'ací prové el famós símbol de l'ull d'Horus. Seth llavors seria el rei dels vius.
Però Isis no podia restar-hi impassible, perquè el seu fill era el governant legítim. Anà a l'inframon disfressada i hi cercà Seth, i li explicà com un home malvat havia robat al seu fill una cosa que era seua. Seth ordenà que es reparara això, sense saber de qui es tractava. Llavors, Isis es llevà la disfressa i Seth intentà retractar-se, però Ra, testimoni del succés, feu a Horus rei dels vius.
La major part de l'estela es relaciona amb la forma en què Horus és enverinat i després guarit. Els antics egipcis també usarien aquesta cura si patien algun enverinament. Els malalts tindrien l'esperit d'Horus a dins i es guaririen igual que ell. Les històries inscrites en l'estela, sobretot la relacionada amb Isis i Horus, són les més completes que s'han trobat en qualsevol altre monument.